# Elezioni presidenziali in Georgia del 2004
Le elezioni presidenziali in Georgia del 2004 si tennero il 4 gennaio.

## Risultati
| Candidati              | Partiti                   | Voti      | %     |
| ---------------------- | ------------------------- | --------- | ----- |
| Mikheil Saak'ashvili   | Movimento Nazionale Unito | 1 890 739 | 97,28 |
| Teimuraz Shashiashvili | Indipendente              | 36 716    | 1,89  |
| Roin Liparteliani      | -                         | 5 158     | 0,27  |
| Zaza Sikharulidze      | -                         | 4 782     | 0,25  |
| Kartlos Gharibashvili  | -                         | 4 222     | 0,22  |
| Zurab Kelekhsashvili   | -                         | 1 908     | 0,10  |
| Totale                 | Totale                    | 1 943 525 | 100   |